# Afromelanichneumon castanopygus
Afromelanichneumon castanopygus là một loài tò vò trong họ Ichneumonidae.